# Pyramica murphyi
Pyramica murphyi är en myrart som först beskrevs av Taylor 1968.  Pyramica murphyi ingår i släktet Pyramica och familjen myror. Inga underarter finns listade i Catalogue of Life.